# Генический городской совет
Генический городской совет (укр. Генічеська міська рада) — административная единица в Геническом городском общине, Геническом районе Херсонской области Украины.
Административный центр городского совета находится в г. Геническ.

## Населённые пункты совета
- г. Геническ